# Политика Бразилии
Современная Бразилия — федеративная президентская республика с многопартийной политической системой.

## Конституция
В настоящее время в Бразилии действует Конституция 1988 года с поправками, принятыми в 1994 и 1997 годах. В соответствии с ней Бразилия является демократическим правовым государством, основанным на принципах суверенитета, гражданства, человеческого достоинства, социальных ценностей, свободного предпринимательства и политического плюрализма.

## Государственный строй
Скопированная с американской политическая система Бразилии предполагает жёсткое разделение законодательной и исполнительной властей.
Законодательную власть в стране осуществляет Национальный конгресс, состоящий из Палаты депутатов (513 кресел) и Федерального сената (81 кресло).
Исполнительную власть осуществляют избираемый населением напрямую президент и формируемое им Федеральное правительство. Вторым лицом в государстве является вице-президент.
Судебную систему Бразилии возглавляют четыре высших суда и Федеральный верховный суд, члены которых назначаются президентом с одобрения Сената. Федеральные суды делятся на четыре группы: общей юрисдикции, военные, избирательные и трудовые.

## Политические партии
Основные политические силы Четвёртой Бразильской республики (с 15 марта 1985 года), восстановившей демократию после периода военной диктатуры, — это либералы и левые. Даже правоцентристские партии вроде Социалистической рабочей партии Бразилии, Партии рабочего обновления, Демократической социальной партии (PDS), консервативной предшественницы нынешней Прогрессистской партии Бразилии (PP), и Бразильской социал-демократической партии (PSDB), заметно сдвинувшейся вправо при представлявшем её президенте Фернанду Энрики Кардозу, используют социальную риторику и левые названия. 
Традиционно наиболее сильные позиции на политическом ландшафте страны занимала широкая Партия бразильского демократического движения (PMDB), в которой доминировали социал-либеральные течения. Ныне она остаётся самой многочисленной партией страны, насчитывая 2 миллиона членов, и является младшим партнёром в правительстве.
Её основные оппоненты находились справа и слева: это соответственно консервативно-либеральная партия Партия либерального фронта (PFL) и социал-демократы. Партия либерального фронта, придерживающаяся неолиберальных и христианско-демократических позиций, в 2007 году приняла название «Демократы». 
Что касается социал-демократии, то расколы социал-демократического течения привели к распылению поддержки между отдельными партиями. В умеренно левой части спектра сегодня соревнуются Социалистическая партия Бразилии (PSB), Бразильская трудовая партия (PTB) и Демократическая рабочая партия (PDT). Бразильская коммунистическая партия, радикальная оппозиция времён диктатуры Жетулиу Варгаса, в 1992 году сменила название на Социалистическую народную партию Бразилии и, подобно Бразильской социал-демократической партии, отказалась от левых установок. Меньшая часть её членов, включая архитектора Оскара Нимейера, восстановила партию на идеях марксизма-ленинизма.
На левом фланге Партия трудящихся (ПТ) в 1980 году объединила разнообразные социальные движения, профсоюзы, марксистских активистов и сторонников теологии освобождения, вместе боровшихся против диктатуры. К настоящему моменту она превратилась в одну из ведущих социалистических партий в Латинской Америке. Президенты Лула да Силва и Дилма Русеф представляют Партию трудящих, которая с 2002 года возглавляет правящую коалицию и достигла значительных успехов в искоренении бедности. От ПТ впоследствии, по мере сближения партии с мейнстримом, откололись представители более радикальных, преимущественно троцкистских, тенденций, создавшие Партию рабочего дела (в 1995 году) и Партию социализма и свободы (в 2004 году).
Кроме Партии бразильского демократического движения, периодически Партии трудящихся оказывали поддержку меньшие левые (Зелёная партия Бразилии, Социалистическая партия Бразилии, Демократическая рабочая партия, бывшая маоистская Коммунистическая партия Бразилии), а также центристские (Христианская рабочая партия Бразилии, Христианско-социалистическая партия Бразилии, Национальная рабочая партия, Республиканская партия Бразилии) партии. Все они, за исключением Зелёной партии, вошли в состав поддерживающей Дилму Русеф коалиции «За Бразилию для продолжения перемен» (Para o Brasil Seguir Mudando), к которой неофициально присоединилась также Прогрессистская партия.
В ряде мест существуют сепаратистские движения. В имеющем этно-культурную специфику Южном регионе имели место попытки провозглашения  Республики Гаучо Пампа (Republic of Gaucho Pampas) в штате Риу-Гранди-ду-Сул (исторически уже бывшем самопровозглашённой республикой) и Движением «Юг — это моя страна» Федеративной Республики Пампа (Federal Republic of Pampas) во всём регионе (см. en). В экономически наиболее развитом штате Сан-Паулу такую идею выдвигают Движение Республика Сан-Паулу и Движение за независимость Сан-Паулу.

## Внешняя политика
Бразилия имеет большое политическое и экономическое влияние в Латинской Америке и является важным игроком на мировой арене.
Бразилия участвует в многосторонней дипломатии в рамках Организации американских государств и Организации Объединённых Наций, а также улучшает связи с развивающимися странами Африки и Азии.